# Jakobs dagar
Jakobs dagar är en stadsfestival som ordnas i slutet av juli varje år i staden Jakobstad, Finland. 
Festivalen föregicks av evenemanget Turistmarknad som initierades 1974 av båttrafiken på Jakob Lines och bestod av allsång, sång och musik med uppträdande från både Skellefteå och Jakobstad. 1976 omvandlades turistmarknaden till Jakobs Dag och utökades till ett förlängt veckoslut. Programmet bestod sång, musik, gymnastik och idrott. På 1980-talet tillkom val av Late Jakob och gammaldagstorg ordnades för första gången. 
Under 1990-talet övergick man till ordna Jakobs Dagar under en hel vecka från att tidigare varit tre-fyra dagar.
Evenemangen ordnas av föreningen Finn Jakobstad-Finn Pietarsaari rf. Finansieringen görs med bidrag från Staden Jakobstad, sponsorer och deltagaravgifter från de som hyr marknadsstånd.
År 2024 firar dagarna 50-årsjubileum 21–28 juni. Under detta speciella jubileumsår utlovas också speciella överraskningar och unika upplevelser.
Bland annat uppträder Maria Sur på lördagen.